# تجارت همراه
عبارت تجارت همراه یا تجارت بر بستر موبایل (به انگلیسی: Mobile Commerce) در سال ۱۹۹۷ میلادی توسط کوین دافی ابداع شد، تجارت همراه یه معنی: «استفاده از قابلیت‌های تجارت الکترونیک توسط مشتریان، در هر زمان به وسیله تکنولوژی وایرلس» است.
ارزش تجارت همراه ۲۳۰ میلیارد دلار است و پیش‌بینی می‌شود این رقم در سال ۲۰۱۷ میلادی به ۷۰۰ میلیارد دلار برسد. طبق گزارش‌ها در ژانویه ۲۰۱۳، ۲۹٪ کاربران به وسیله تلفن همراهشان خرید انجام داده‌اند. والمارت گزارش داده‌است که ۴۰٪ کل بازدیدهای وب سایت فروش آنلاین این شرکت در دسامبر سال ۲۰۱۲ میلادی به وسیلهٔ تلفن همراه انجام شده‌است. بنک آو آمریکا در سال ۲۰۱۵ پیش‌بینی کرده بود ۶۷٫۱ میلیارد دلار از خریدها در آمریکا و اروپا توسط تلفن همراه صورت خواهد پذیرفت. تجارت همراه سهم ۱۱٫۶ درصدی از کل تجارت الکترونیک در سال ۲۰۱۴ میلادی داشته‌است و پیش‌بینی می‌شود این رقم در سال ۲۰۲۰ به ۴۵٪ از کل سهم بازار تجارت الکترونیک برسد.

## تاریخچه
انجمن تجارت جهانی موبایل که از بیش ۱۰۰ سازمان تشکیل شده‌است، در تاریخ ۱۷ نوامبر ۱۹۹۷ آغاز به کار کرد. در اولین گردهمایی در نوامبر ۱۹۹۷، Kevin dulley به عنوان مدیر اجرایی انتخاب شد. این گردهمایی به وسیله دکتر Mike short رئیس سابق انجمن GSM با اولین پیش‌بینی از تجارت موبایل توسط k.d (رئیس گروه تکفام logic) و Tom Alexander افتتاح شد. در عرض یک سال بیش از ۱۰۰ شرکت که بسیاری تیم‌های تجارت موبایل خودشان را تشکیل دادند، Motorola & MasterCard به انجمن پیوستند. از این ۱۰۰ شرکت، دو تا از اولین‌ها cellent & logica (که بعدها ۰۲ شد) سازمان‌های عضو مانند Nokia, Apple, Alcatel و Voda phone یک سری از همکاری‌ها را آغاز کردند.
اولین سرویس تجارت بر بستر موبایل در ۱۹۹۷ ارائه شد. زمانی که برای اولین بار دو دستگاه موبایل راه اندازی ماشین‌های فروش کوکاکولا در منطقه هلسینکی (Helsinki) در فنلاند نصب شدند. ماشین‌ها پرداخت از طریق ارسال پیام کوتاه انجام می‌دادند. این کار شامل چندین اپلیکیشن جدید موبایل مانند اولین خدمات بانکی بر پایه موبایل در سال ۱۹۹۷ توسط بانک merita در فنلاند آغاز شد. همچنین حضور موبایل Finnair که اولین بار در سال ۲۰۰۱ معرفی شد مرحله مهمی بود.
در سال ۱۹۹۸ اولین فروش محتوای دیجیتالی دانلود برای تلفن‌های همراه ممکن شد، زمانی که اولین زنگ تلفن‌های قابل دانلود تجاری در فنلاند به وسیله radio linja (که در حال حاضر بخشی از Elisa oyj است) آغاز شد.

## محصولات و خدمات موجود

### انتقال پول بر بستر موبایل
در کشور کنیا انتقال پول به‌طور عمده توسط دستگاه‌های تلفن همراه انجام می‌شود. در واقع این ابتکار یک شرکت چند ملیتی به نام Safaricom است. در حال حاضر شرکت‌های Safaricom و Airtel درگیر این پروژه هستند. خدمات انتقال پول بر بستر موبایل در کشور کنیا به ترتیب توسط دو شرکت به نام‌های M-PESA و Airtel ارائه می‌شود.
یک سیستم مشابه به نام MobilePay در کشور دانمارک توسط دانسکه بانک از سال ۲۰۱۳ میلادی شروع به کار کرده‌است، این سیستم محبوبیتی به اندازه ۱٫۶ میلیون کاربر تا اواسط سال ۲۰۱۵ میلادی به دست آورده‌است. سیستم مشابه دیگر به نام Vipps در سال ۲۰۱۵ در نروژ معرفی شد.
دستگاه خودپرداز موبایلی نوع خاصی از دستگاه خودپرداز یا ATM است. در فروشگاه‌ها و کراکز خرید، اکثر ماشین‌های خودپرداز به صورت ثابت هستند و اغلب از یک سو به موسسات بانکی و مالی متصل می‌شوند. از سوی دیگر، یک دستگاه خودپرداز موبایلی قابلیت انتقال از مکان به مکانی دیگر را خواهد داشت و این نوع از دستگاه خودپرداز زمانی استفاده می‌شود که نیاز به حضور موقت در مکان‌های مختلف وجود داشته باشد. برای مثال جهت استفاده در رویدادها و نمایشگاه‌ها مورد استفاده قرار می‌گیرند.
دستگاه‌های خودپرداز موبایلی واحدهای مستقلی هستند که نیازی به مکان خاص جهت بهره‌برداری و استفاده را ندارند. یک دستگاه خودپرداز موبایلی معمولاً می‌تواند در هر مکانی مستقر و اطلاعات مالی را به وسیله شبکه وایرلس منتقل کند و همچنین نیازی به خط تلفن ثابت نخواهد بود. البته دستگاه‌های خودپرداز موبایلی نیاز به تأمین برق به وسیلهٔ مابل برق یا شارژ را خواهند داشت، این دستگاه‌ها اغلب در برابر شرایط آب و هوایی مقاوم هستند و می‌توان از آن‌ها در اکثر شرایط جوی استفاده کرد. علاوه بر این، خودپردازهای موبایلی معمولاً دارای واحد گرمایش و تهویه مطبوع داخلی هستند که برای کنترل دمای محیط آن‌ها از آن استفاده می‌شود.

### خرید بلیط بر بستر موبایل
بلیط‌های خریداری شده را می‌توان به وسیله تکنولوژی‌های مختلف به تلفن همراه ارسال کرد. کاربران با ارائه تلفن‌های همراهشان در گیت‌های کنترلی دیجیتال می‌توانند در لحظه از بلیط‌هایشان استفاده کنند، در حال حاضر بسیاری از کاربران از این تکنولوژی بهره می‌برند، بهترین مثال شرکت راه‌آهن هندوستان است که بلیط‌ها به وسیله پیام کوتاه برای کاربران ارسال می‌شود. از تکنولوژی‌های جدید مانند RFID نیز می‌توان در ارائه بلیط دیجیتالی با استفاده از سخت‌افزار و نرم‌افزار تلفن همراه بهره برد.

### کوپن‌های موبایلی و کارت‌های وفاداری
تکنولوژی بلیط‌های موبایلی را می‌توان در ارائه کوپن‌های تخفیف و کارت‌های وفاداری استفاده کرد، این کار با صدور توکن مجازی و ارسال آن به تلفن همراه انجام می‌شود و کاربر با ارائه آن به فروشنده از آن مانند کوپن‌های سنتی و کاغذی استفاده خواهد کرد. فروشنده‌ها می‌توانند به روش‌های مختلفی مانند پیام کوتاه، ایمیل و … ووچرهای خود را برای مشتریان ارسال کنند.

### خدمات مبتنی بر مکان
خدمت مبتنی بر مکان، خدمت اطلاعاتی است که توسط ابزارهای سیار در شبکه‌های بیسیم قابل دسترس است و بر مبنای استفاده از موقعیت این ابزارهای در حرکت استوارند. اطلاعات مکانی تلفن‌های همراه، اطلاعات مهمی هستند که در انجام تراکنش‌های موبایلی مورد استفاده قرار می‌گیرند، با دانستن مکان کاربر می‌توان موارد زیر را ارائه داد:
- ارائه تخفیف‌های محلی به کاربران
- ارائه اطلاعات جوی محلی
- پیگیری و مانیتورینگ وضعیت افراد
- هدف گذاری به وسیله داده‌های یکپارچه[۱۰]

### خدمات اطلاعاتی
طیف وسیعی از خدمات اطلاعاتی را می‌توان به کاربران تلفن همراه ارائه داد، تعدادی از این خدمات عبارتند از:
- اخبار
- اطلاعات مربوط به بازار بورس
- نتایج مسابقات ورزشی
- اطلاعات مالی
- گزارش‌های ترافیک شهری
- هشدارهای اضطراری
- اعلان‌ها مبتنی بر مکان[۶]

### بانکداری موبایلی
بانک‌ها و دیگر موسسات مالی می‌توانند با بهره‌گیری از این تکنولوژی خدمات زیادی از جمله اطلاعات و مالی و انجام تراکنش‌ها بر بستر موبایل به کاربران خود ارائه کنند.

### مزایده‌ها
در طول سه سال گذشته، مزایده‌های معکوس بر بستر تلفن همراه رشد چشمگیری داشته‌است. تعداد زیادی از راه حل‌های تجارت به وسیله پیام کوتاه بر روی خرید یا پرداخت یکباره استوار هستند، هرچند مزایده‌های معکوس بازده به دلیل زمان بالای معامله و ارسال تعداد زیاد پیام کوتاه بالایی برای اپراتورها خواهند داشت.

### مرور وب بر بستر موبایل
با استفاده از مرورگرهای موبایلی کاربران می‌توانند بدون استفاده از کامپیوترهای شخصی و به صورت آنلاین خرید کنند. امروزه تعداد زیادی از اپلیکیشن‌های بازاریابی موبایلی با قابلیت موقعیت‌یابی جغرافیایی در حال رساندن پیام‌های بازاریابی و تبلیغاتی به افراد و محل‌های هدف گذاری شده هستند.